# Lalouret-Laffiteau
Lalouret-Laffiteau (em occitano:  Laloret e era Fitau) é uma comuna francesa na região administrativa da Occitânia, no departamento do Alto Garona. Estende-se por uma área de 5.39 km², com 135 habitantes, segundo o censo de 2018, com uma densidade de 25 hab/km².